# Tondi Fatehpur
Tondi Fatehpur là một thị xã và là một nagar panchayat của quận Jhansi thuộc bang Uttar Pradesh, Ấn Độ.

## Nhân khẩu
Theo điều tra dân số năm 2001 của Ấn Độ, Tondi Fatehpur có dân số 10.099 người. Phái nam chiếm 54% tổng số dân và phái nữ chiếm 46%. Tondi Fatehpur có tỷ lệ 48% biết đọc biết viết, thấp hơn tỷ lệ trung bình toàn quốc là 59,5%: tỷ lệ cho phái nam là 62%, và tỷ lệ cho phái nữ là 31%. Tại Tondi Fatehpur, 17% dân số nhỏ hơn 6 tuổi.